# Cyptonychia salacon
Cyptonychia salacon är en fjärilsart som beskrevs av Druce 1895. Cyptonychia salacon ingår i släktet Cyptonychia och familjen nattflyn. Inga underarter finns listade i Catalogue of Life.